# Skallerormsmartorn
Skallerormsmartorn (Eryngium yuccifolium) är en växtart i släktet martornar och familjen flockblommiga växter. Den beskrevs av André Michaux 1803.
Arten är en perenn ört som förekommer i centrala och östra USA. Den odlas även som prydnadsväxt.

## Varieteter
Skallerormsmartornen har två varieteter:
- Eryngium yuccifolium var. synchaetum
- Eryngium yuccifolium var. yuccifolium